# Podvysoká
Podvysoká est un village de Slovaquie situé dans la région de Žilina.

## Histoire
Première mention écrite du village en 1658.

## Démographie

### Évolution de la population
| Année:               | 1994. | 2004.    | 2014.   | 2024.   |
| -------------------- | ----- | -------- | ------- | ------- |
| Nombre de personnes: | 1095  | 1213     | 1326    | 1347    |
| Différence:          |       | +10,77 % | +9,31 % | +1,58 % |

| Année:               | 2023. | 2024.   |
| -------------------- | ----- | ------- |
| Nombre de personnes: | 1359  | 1347    |
| Différence:          |       | -0,88 % |